# Ampelosaurus
Ampelosaurus ist eine Gattung sauropoder Dinosaurier aus der Gruppe der Titanosauria. Fossilien dieser Gattung stammen aus der späten Oberkreide (frühes Maastrichtium) Frankreichs. Einzige bekannte Art ist Ampelosaurus atacis.

## Merkmale
Ampelosaurus war wie alle Sauropoden ein Pflanzenfresser mit langem Hals und Schwanz und erreichte eine geschätzte Länge von etwa 15 Metern.  Wie verschiedene andere Titanosaurier trug Ampelosaurus in der Haut eingebettete Knochen (Osteoderme), die bei dieser Gattung in Form von Platten, Buckeln und Stacheln erhalten und zwischen 25 und 28 Zentimeter lang sind. Bisher wurden lediglich vier solcher Osteoderme entdeckt, die Ampelosaurus zugeschrieben werden können. Da Titanosaurier-Osteoderme stets nur zu wenigen aufgefunden werden, vermuten einige Forscher, dass Titanosaurier generell nur wenige Osteoderme trugen und dass der Körper der Tiere somit zu viele ungeschützte Bereiche aufwies, als dass die Osteoderme eine wirksame Verteidigung gegenüber Prädatoren hätten darstellen können, wie früher oft vermutet wurde.
Von anderen Titanosauriern lässt sich diese Gattung durch die Wirbelbögen und Dornfortsätze der Rückenwirbel unterscheiden, die schräg nach hinten gerichtet waren – in einem Winkel von fast 45° gegenüber der Vertikalen.

## Systematik
Die Verwandtschaftsbeziehungen dieser Gattung innerhalb der Titanosauria sind umstritten. Innerhalb der Titanosauria wird diese Gattung jedoch für gewöhnlich innerhalb der Lithostrotia (=Titanosauridae) eingeordnet, welche alle abgeleiteten (modernen) Titanosauria umfasst.

## Fund und Einordnung

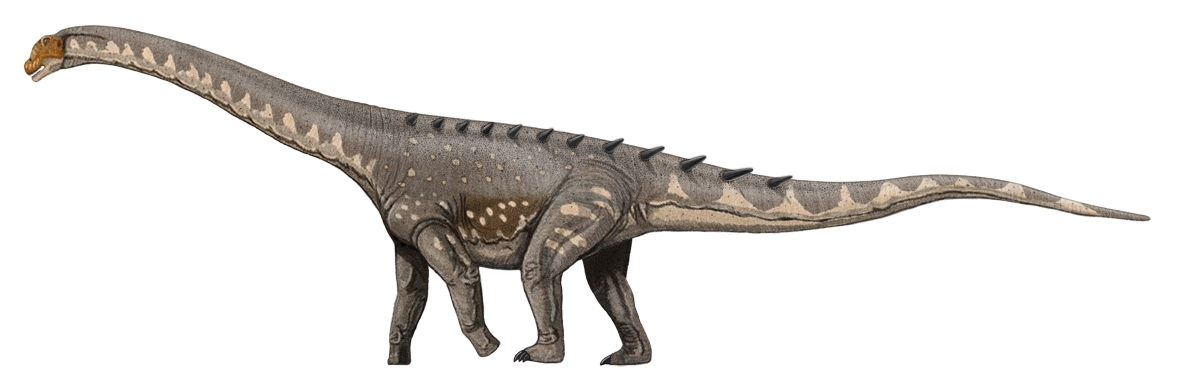
Zeichnerische Lebenddarstellung von Ampelosaurus

Das erste Skelett wurde in einem Weinberg bei Campagne-sur-Aude im Département Aude im südlichen Frankreich entdeckt. Diese Knochen wurden ab 1989 zusammen mit hunderten weiteren Reptilienknochen in insgesamt zwölf Monaten Feldarbeit ausgegraben. An den Grabungen beteiligt waren Paläontologen des Musée des Dinosaures in Esperaza, des CNRS sowie des Muséum d’Histoire Naturelle in Boulogne-sur-Mer. Die Gesteinseinheit des Fundorts wird als Bellevue-Schicht bezeichnet und gehört zur unteren Marnes-Rouges-Formation, welche für ihre zahlreichen Dinosaurierfunde bekannt ist. Bei diesen Ablagerungen handelt es sich um fluviatile (von einem Fluss transportiert und abgelagerte) Sedimente. Weitere, zusammen mit den Titanosaurier-Knochen entdeckte Wirbeltierfossilien schließen Schuppen des Fisches Lepisosteus, Panzerfragmente einer Schildkröte, fragmentarische Überreste eines Krokodils aus der Gruppe Eusuchia sowie zahlreiche Knochen des Ornithopoden Rhabdodon priscus mit ein.
Der Holotyp besteht aus drei Rückenwirbeln im anatomischen Verbund; insgesamt schließen die Funde den Großteil des Skeletts mit Ausnahme des Schädels mit ein. Die Fossilien werden heute im Musée de Dinosaurs of Esperaza aufbewahrt. In der gleichen Region entdeckte man in der Folge auch Stücke des Schädels und des Kiefers, so dass große Teile von Ampelosaurus heute bekannt sind.
Ampelosaurus wurde 1995 vom französischen Paläontologen Jean Le Loeuff erstmals wissenschaftlich beschrieben. Der Gattungsname Ampelosaurus ist altgriechisch für „Weinberg-Echse“ und spielt auf den Fundort, den Weinberg Blanquette de Limoux in Languedoc (Frankreich) an. Bislang ist nur eine Art bekannt, Ampelosaurus atacis, benannt nach dem lateinischen Namen des Flusses Aude.